# Roxbury (Maine)
Pour les articles homonymes, voir Roxbury.
Roxbury est une ville américaine située dans le Comté d'Oxford, dans le Maine. Selon le recensement de 2020, sa population est de 369 habitants.